# Rhinolophus eloquens
Rhinolophus eloquens — вид рукокрилих родини Підковикові (Rhinolophidae).

## Поширення
Країни поширення: Ефіопія, Кенія, Руанда, Сомалі, Судан, Танзанія, Уганда. Цей вид пов'язаний з печерами у саванових місцях проживання.

## Загрози та охорона
Цей вид знаходиться під загрозою через загальне перетворення його середовища проживання для сільгоспвикористання. Поки не відомо, чи вид присутній в будь-якій з охоронних територій.